# Марцел Комор
Марцел Комор (мађ. Komor Marcell; Пешта, 7. новембар 1868 — 29. новембар 1944, Шопронкрстур) био је мађарски архитекта јеврејског порекла. Био је представник сецесије и следбеник Едена Лехнера, зачетника сецесије у мађарској архитектури.

## Биографија
Дипломирао је 1891. године на Техничком факултету у Будимпешти. По дипломирању, почео је да ради за Алајоша Хаусмана. Убрзо је прешао у архитектонски биро Едена Лехнера и учествовао у дизјанирању зграда Музеја примењених уметности и Геолошког института у Будимпешти. Са Деже Јакабом отворио је 1897. године пројектантски биро у Будимпешти. Њих двојица пројектовали су грађевине широм Угарске све до краја рата 1918. године. Период сарадње са Јакабом најуспешнији је у каријери обојице архитеката. Функционисали су тако што су делили задужења. Марцел Комор био је обично носилац пројекта. Његова задужења била су концепција грађевине, организација простора, функција и конструкција. Деже Јакаб дизајнирао ентеријер и пројектовао све до најситнијих детаља.
Марцел Комор био је и новинар. Основао је часопис „Предузетник“, који је излазио два пута недељно почетком 20. века. Писао је углавном о модерној архитектури и о утицају Едена Лехнера на мађарску архитектуру.
Новембра 1944. године, ухапсила га је нацистичка патрола. Погубљен је у 76. години живота у месту Шопронкрстур (мађ. Sopronkeresztúr), на територији данашње Аустрије.

## Најзначајнија дела
Велики број дела Марцела Комора проглашена су за споменике културе и налазе се под заштитом државе. Нека од њих суː
- Градска кућа у месту Таргу Муреш (Румунија)
- Концертна дворана у Братислави (Словачка)
- Позориште Еркел у Будимпешти (Мађарска)
- Дом омладине у Кечкемету (Мађарска)
- Хотел у Великом Варадину (Румунија)

## Зграде у Србији
Објекти које је Марцел Комор заједно са Деже Јакабом пројектовао у Суботици и Палићу постали су симболи овог града и споменици су културе. 
- Суботичка синагога
- Трговачка банка
- Градска кућа у Суботици
- Водоторањ на Палићу
- Велика тераса на Палићу
- Женски штранд на Палићу
- Спомен-чесма на Палићу

## Галерија
- Палата, Велики Варадин
- Дом културе, Таргу Муреш
- Женски штранд, Палић
- Синагога, Суботица